# Galibi
Galibi es un ressort, en neerlandés ressort, donde se asienta la localidad con el mismo nombre, en el distrito de Marowijne; tiene aproximadamente 670 habitantes y es administrativamente dividida en Christiaankondre y Langamankondre. Además Galibi es la designación de una reserva natural en el extremo noroeste de Surinam, en el delta del río Marowijne sobre el océano Atlántico, cerca de la frontera con la Guayana Francesa.